# سفارة صربيا في أوكرانيا
سفارة صربيا في أوكرانيا هي أرفع تمثيل دبلوماسي لدولة صربيا لدى أوكرانيا. تقع السفارة في كييف وهي تهدف لتعزيز المصالح الصربية في أوكرانيا.

## وصلات خارجية
- الموقع الرسمي
- قائمة سفارات صربيا
- قائمة السفارات في أوكرانيا